# Pláticas de familia (1878-2003)
Pláticas de familia (1878-2003) Es el tercer libro de Leopoldo Calvo-Sotelo Bustelo, publicado por la editorial La Esfera de los libros en el año 2003, cuatro años después del anterior, Papeles de un cesante. En el título resuena un verso del Don Juan de Zorrilla, una obra muy querida del autor.
Presentaron el libro en el histórico restaurante Lhardy de Madrid, el 3 de diciembre de 2003,  su primo Carlos Bustelo, político de la transición, y el periodista Justino Sinova, que desde antaño le insistía en que publicara sus memorias.
Sobre su contenido, Javier Pradera reseña que “este libro reúne básicamente recuerdos familiares enmarcados en Ribadeo y en Madrid (huérfano desde los siete años, el adolescente regresado a la capital sentirá la incomodidad de su "suave estatuto de pariente pobre"), evocaciones estudiantiles del Instituto Cervantes o la Escuela de Caminos, y experiencias profesionales en Renfe, Perlofil y Unión Española de Explosivos. Sin embargo, la lucha partidista, entendida a la vez como atracción y como castigo, está presente de forma ubicua en todo el libro; la razón es que "la política se metió en el siglo XX dentro de las familias españolas hendiéndolas igual que un rompehielos".
Los familiares de los que se ocupa son: su padre Leopoldo Calvo Sotelo, monárquico independiente, su abuelo liberal Ramón Bustelo, su tío conservador José Calvo Sotelo, su tío abuelo Adolfo Vázquez, fundador de la primera logia masónica en Uruguay, sus tíos Francisco Bustelo, ingeniero y Joaquín Calvo Sotelo, dramaturgo, su suegro José Ibáñez Martín, ministro de Franco y su cuñado Fernando Morán, político socialista.
También relata Leopoldo Calvo-Sotelo su relación con figuras de la vida política española como Don Juan de Borbón, Federico Silva, Alfonso Osorio y Gonzalo Fernández de la Mora.
Para escribirlo, Leopoldo Calvo-Sotelo consultó archivos varios e investigó en la Biblioteca Nacional, según ha contado Paloma Fernández Palomeque, que fue su bibliotecaria y archivera,  y según refiere el propio autor.
El catedrático Bernabé Sarabia considera que “el personaje humano que emerge de estas páginas es culto, lleno de guasa y peleón. La duda que le queda al lector es si en Calvo Sotelo predomina la inteligencia o la memoria: de ambas cosas hace alarde.”
Ignacio Sotelo afirma sobre este libro y sobre Memoria viva de la transición que “Leopoldo Calvo Sotelo, después de haber pasado fugazmente por la presidencia del Gobierno –hubiera sido un magnífico presidente, si no lo hubiera elevado el 23-F y no lo hubiera derribado Suárez, al contribuir decisivamente a la disolución de UCD–, ha publicado libros de ensayo muy dignos, en los que resalta un humor mitad gallego, mitad británico, que constituyen retazos de unas memorias incompletas.” 
Contiene 255 páginas de texto, más otras 48 que recogen 51 fotografías, con predominio de las de carácter familiar. Se hicieron tres ediciones, en los años 2003 y 2004.    
Sobre el conjunto de su obra afirma Justino Sinova lo siguiente: “Leopoldo Calvo-Sotelo escribía muy bien. Esto es algo que cualquiera puede comprobar si se acerca a alguno de sus tres libros publicados. Abra cualquiera de ellos por cualquier página, lea algunas líneas y comprobará qué buen estilo, qué alta calidad. Cuando digo que escribía bien no me refiero sólo al reflejo fmovies de su amplia cultura en sus textos sino sobre todo a la precisión de su lenguaje, al ritmo de la construcción, a su sentido del humor transfigurado en ironía tantas veces, incluso en ácida ironía, a la amenidad de su relato.” 